# Pluduno
Pluduno (en bretó Pludunoù, gal·ló Ploedunoe) és un municipi francès, situat a la regió de Bretanya, al departament de Costes del Nord. L'any 2004 tenia 1.777 habitants.

## Demografia
| 1962                                       | 1968  | 1975  | 1982  | 1990  | 1999  |
| ------------------------------------------ | ----- | ----- | ----- | ----- | ----- |
| 1.443                                      | 1.389 | 1.447 | 1.578 | 1.692 | 1.681 |
| Des de 1962: població sense dobles comptes |       |       |       |       |       |

## Administració
| Període   | Identitat      | Partit |
| --------- | -------------- | ------ |
| 1977-1997 | Jean Gaubert   | PS     |
| 1998-     | Michel Raffray |        |